# Импликация
Имплика́ция (от лат. implicatio «связь; сплетение») — бинарная логическая связка, по своему применению приближенная к союзам «если…, то…».
Импликация записывается как посылка {\displaystyle \Rightarrow } следствие; применяются также стрелки другой формы и направленные в другую сторону, но всегда указывающие на следствие.
Суждение, выражаемое импликацией, выражается также следующими способами:
- посылка является условием, достаточным для выполнения следствия:
- следствие является условием, необходимым для истинности посылки.

Импликация играет очень важную роль в умозаключениях. С её помощью формулируются определения различных понятий, теоремы, научные законы.
При учёте смыслового содержания высказываний импликация подразумевает причинную связь между посылкой и заключением.

## Булева логика
В булевой логике импликация — это функция двух переменных (они же — операнды операции, они же — аргументы функции). Переменные могут принимать значения из множества {\displaystyle \{0,1\}}. Результат также принадлежит множеству {\displaystyle \{0,1\}}. Вычисление результата производится по простому правилу либо по таблице истинности. Вместо значений {\displaystyle 0,1} может использоваться любая другая пара подходящих символов, например {\displaystyle \operatorname {false} ,\operatorname {true} } или {\displaystyle F,T} или «ложь», «истина».
Правило:
Импликация как булева функция ложна лишь тогда, когда посылка истинна, а следствие ложно. Иными словами, операция {\displaystyle A\to B} — это сокращённая запись выражения {\displaystyle \neg A\lor B}.

Таблицы истинности:
Прямая импликация
(от a к b, {\displaystyle \neg A\lor B}) (материальная импликация, материальный кондиционал)
| {\displaystyle a} | {\displaystyle b} | {\displaystyle a\to b,a\leqslant b} |
| ----------------- | ----------------- | ----------------------------------- |
| {\displaystyle 0} | {\displaystyle 0} | {\displaystyle 1}                   |
| {\displaystyle 0} | {\displaystyle 1} | {\displaystyle 1}                   |
| {\displaystyle 1} | {\displaystyle 0} | {\displaystyle 0}                   |
| {\displaystyle 1} | {\displaystyle 1} | {\displaystyle 1}                   |
- если первый операнд не больше второго операнда, то 1,
- если {\displaystyle a\leqslant b}, то истинно (1).

«Житейский» смысл импликации. 
Для более лёгкого понимания смысла прямой импликации и запоминания её таблицы истинности может пригодиться житейская модель:
А — начальник. Он может приказать «работай» (1) или сказать «делай что хочешь» (0).
В — подчинённый. Он может работать (1) или бездельничать (0).
В таком случае импликация — не что иное, как послушание подчинённого начальнику.
По таблице истинности легко проверить, что послушания нет только тогда, когда начальник приказывает работать, а подчинённый бездельничает.

Обратная импликация (от b к a, {\displaystyle A\lor (\neg B)})
| {\displaystyle a} | {\displaystyle b} | {\displaystyle a\leftarrow b,a\geqslant b} |
| ----------------- | ----------------- | ------------------------------------------ |
| {\displaystyle 0} | {\displaystyle 0} | {\displaystyle 1}                          |
| {\displaystyle 0} | {\displaystyle 1} | {\displaystyle 0}                          |
| {\displaystyle 1} | {\displaystyle 0} | {\displaystyle 1}                          |
| {\displaystyle 1} | {\displaystyle 1} | {\displaystyle 1}                          |
- если первый операнд не меньше второго операнда, то 1,
- если {\displaystyle a\geqslant b}, то истинно (1).

Обратная импликация — отрицание (негация, инверсия) обнаружения увеличения (перехода от 0 к 1, инкремента).

Отрицание (инверсия, негация) прямой импликации, коимпликация ({\displaystyle A\land (\neg B)})
| {\displaystyle a} | {\displaystyle b} | {\displaystyle a\not \to b,a>b} |
| ----------------- | ----------------- | ------------------------------- |
| {\displaystyle 0} | {\displaystyle 0} | {\displaystyle 0}               |
| {\displaystyle 0} | {\displaystyle 1} | {\displaystyle 0}               |
| {\displaystyle 1} | {\displaystyle 0} | {\displaystyle 1}               |
| {\displaystyle 1} | {\displaystyle 1} | {\displaystyle 0}               |
- если первый операнд больше второго операнда, то 1,
- если {\displaystyle a>b}, то истинно (1).

Отрицание (инверсия, негация) обратной импликации, обратная коимпликация ({\displaystyle \lnot A\land B}),
разряд займа в двоичном полувычитателе.
| {\displaystyle a} | {\displaystyle b} | {\displaystyle a\not \leftarrow b,a<b} |
| ----------------- | ----------------- | -------------------------------------- |
| {\displaystyle 0} | {\displaystyle 0} | {\displaystyle 0}                      |
| {\displaystyle 0} | {\displaystyle 1} | {\displaystyle 1}                      |
| {\displaystyle 1} | {\displaystyle 0} | {\displaystyle 0}                      |
| {\displaystyle 1} | {\displaystyle 1} | {\displaystyle 0}                      |
- если первый операнд меньше второго операнда, то 1,
- если {\displaystyle a<b}, то истинно (1).

Другими словами, две импликации (прямая и обратная) и две их инверсии — это четыре оператора отношений. Результат операций зависит от перемены мест операндов.

## Синонимические импликации выражения в русском языке
- Если А, то Б
- Б в том случае, если А
- При А будет Б
- Из А следует Б
- В случае А произойдёт Б
- Б, так как А
- Б, потому что А
- А — достаточное условие для Б
- Б — необходимое условие для А
- А имплицирует Б
- А влечёт Б

## Теория множеств
Импликация высказываний означает, что одно из них следует из другого.
Импликация обозначается символом {\displaystyle \Rightarrow }, и ей соответствует вложение множеств: пусть {\displaystyle A\subseteq B}, тогда
{\displaystyle x\in A\Rightarrow x\in B.}
Например, если {\displaystyle A} — множество всех квадратов, а {\displaystyle B} — множество прямоугольников, то,
конечно, {\displaystyle A\subset B} и
(a — квадрат) {\displaystyle \Rightarrow } (a — прямоугольник).
(если a является квадратом, то a является прямоугольником).

## Классическая логика
В классическом исчислении высказываний свойства импликации определяются с помощью аксиом.
Можно доказать эквивалентность импликации {\displaystyle A\rightarrow B} формуле {\displaystyle \neg A\lor B} (с первого взгляда более очевидна её эквивалентность формуле {\displaystyle \neg (A\land \neg B)}, которая принимает значение «ложь» в случае, если выполняется A (посылка), но не выполняется B (следствие)).
Поэтому любое высказывание можно заменить на эквивалентное ему без знаков импликации.

## Интуиционистская логика
В интуиционистской логике импликация никоим образом не сводится к отрицаниям. Скорее напротив, отрицание ¬A можно представить в виде {\displaystyle A\rightarrow \nvDash }, где {\displaystyle \nvDash } — пропозициональная константа «ложь». Впрочем, такое представление отрицания возможно и в классической логике.
В интуиционистской теории типов импликации соответствует множество (тип) отображений из A в B.

## Логика силлогизмов
В учении о силлогизмах импликации отвечает «общеутвердительное атрибутивное высказывание».

## Лингвистика
В лингвистике под импликацией (от лат. implicāre — вплетать, впутывать) понимается использование в предложении неявных (имплицитных) словесных выражений, в том числе недосказанность в виде упущения одного или нескольких существительных в определительной цепочке. Так, например, А. Д. Швейцер и Б. Н. Климзо в своих трудах для переводчиков с английского языка и на английский[каких?] выделяют 7 типов импликаций, которые надо учитывать: первые должны устранять в своих переводах импликации, неприемлемые в русском языке, а вторым полезно использовать английские импликации с целью компрессии текста.